# پلاتریس
پلاتریس (به لاتین: Platres) یک روستا در قبرس است که در ناحیه لیماسول واقع شده‌است.

## خصوصیات
پلاتریس ۲۸۰ نفر جمعیت دارد و ۱٬۲۰۰ متر بالاتر از سطح دریا واقع شده‌است.